# Amegilla triangulifera
Amegilla triangulifera es una especie de abeja excavadora perteneciente al género Amegilla, categorizada en la tribu Anthophorini, de la subfamilia Apinae. Fue descrita científicamente por el naturalista inglés Theodore Dru Alison Cockerell en 1933.
Mide 8-12 mm de longitud. Cuerpo oscuro, abdomen con bandas azules. La especie se mantiene activa durante el día y suele habitar en pastizales, bosques y jardines, también en zonas y áreas donde abundan las plantas con flores.

## Distribución
Se distribuye por varios países del continente africano, entre ellos, Kenia y República Democrática del Congo.